# Neligh
Neligh [ˈniːliː] är administrativ huvudort i Antelope County i Nebraska. Orten har fått sitt namn efter bosättaren John D. Neligh. Enligt 2020 års folkräkning hade Neligh 1 536 invånare.